# Diant
Diant est une commune française située dans le département de Seine-et-Marne en région Île-de-France.

## Géographie

### Localisation
La commune  est située à environ 14,6 km par la route, au sud de Montereau-Fault-Yonne, et est proche du parc naturel régional du Gâtinais Français.

### Communes limitrophes
|                   | Montmachoux La Brosse-Montceaux | Villeneuve-la-Guyard (Yonne) Saint-Agnan (Yonne) |
| Voulx             | Diant                           |                                                  |
| Chevry-en-Sereine | Blennes                         | Villethierry (Yonne)                             |

### Géologie et relief
L'altitude de la commune varie de 93 mètres à 155 mètres pour le point le plus haut, le centre du bourg se situant à environ 99 mètres d'altitude (mairie). Elle est classée en zone de sismicité 1, correspondant à une sismicité très faible.

### Hydrographie

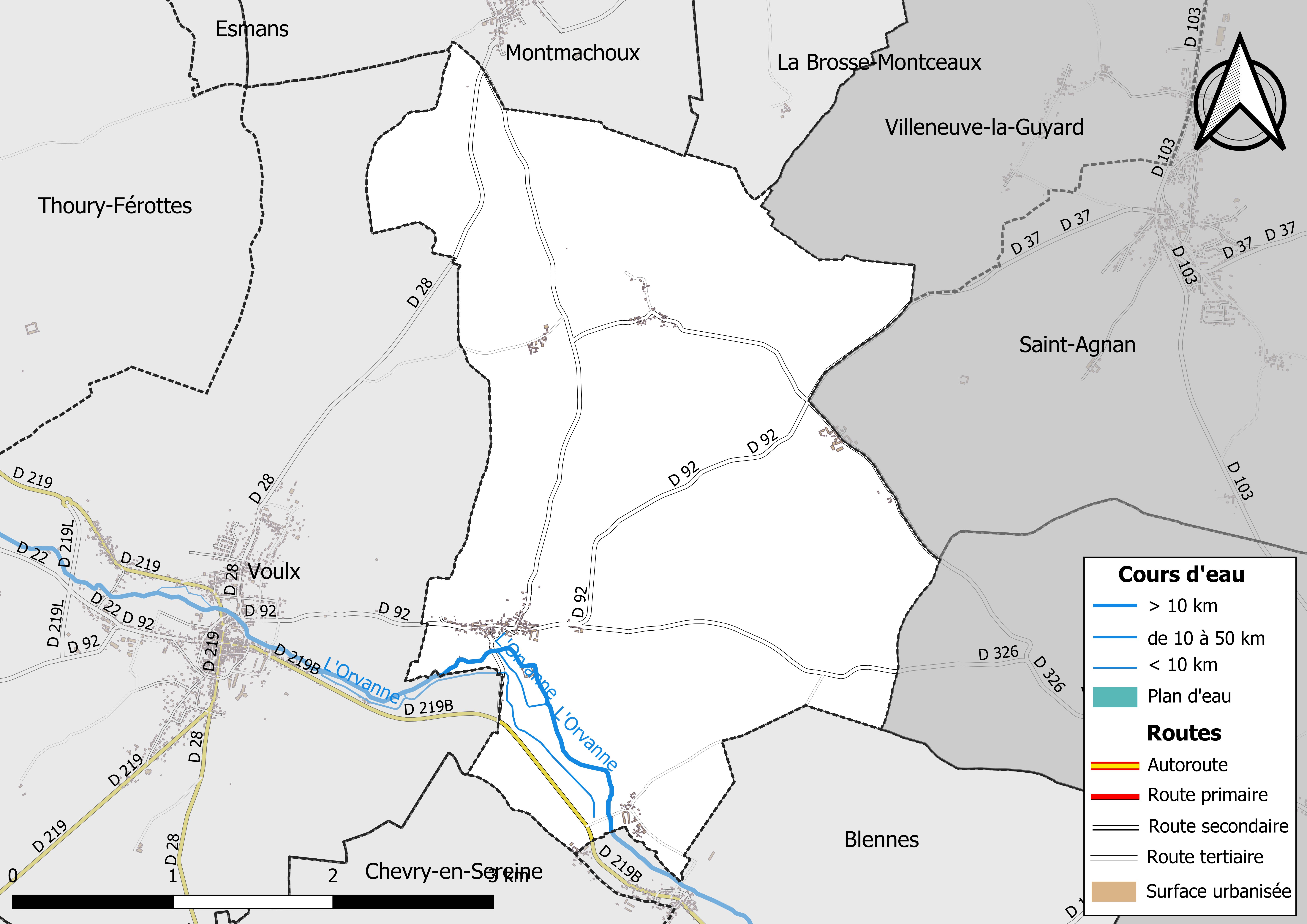
Carte des réseaux hydrographique et routier de Diant.

Le réseau hydrographique de la commune se compose de trois cours d'eau référencés :
- la rivière Orvanne, longue de 38,84 km[4], affluent du Loing, qui vient de Blennes et va vers Voulx, ainsi que :
  - un bras de 0,54 km[5] ;
  - le fossé 01 de Favenet, 1,83 km[6], qui conflue avec l’Orvanne.

La longueur totale des cours d'eau sur la commune est de 3,75 km.

### Climat
Pour des articles plus généraux, voir Climat de l'Île-de-France et Climat de Seine-et-Marne.
En 2010, le climat de la commune est de type climat océanique dégradé des plaines du Centre et du Nord, selon une étude du CNRS s'appuyant sur une série de données couvrant la période 1971-2000. En 2020, Météo-France publie une typologie des climats de la France métropolitaine dans laquelle la commune est exposée à un climat océanique altéré et est dans la région climatique Nord-est du bassin Parisien, caractérisée par un ensoleillement médiocre, une pluviométrie moyenne régulièrement répartie au cours de l’année et un hiver froid (3 °C).
Pour la période 1971-2000, la température annuelle moyenne est de 10,8 °C, avec une amplitude thermique annuelle de 15,5 °C. Le cumul annuel moyen de précipitations est de 738 mm, avec 11,9 jours de précipitations en janvier et 7,8 jours en juillet. Pour la période 1991-2020, la température moyenne annuelle observée sur la station météorologique la plus proche, située sur la commune de La Brosse-Montceaux à 7 km à vol d'oiseau, est de 12,0 °C et le cumul annuel moyen de précipitations est de 652,9 mm,. Pour l'avenir, les paramètres climatiques de la commune estimés pour 2050 selon différents scénarios d'émission de gaz à effet de serre sont consultables sur un site dédié publié par Météo-France en novembre 2022.

### Milieux naturels et biodiversité

#### Espaces protégés
La protection réglementaire est le mode d’intervention le plus fort pour préserver des espaces naturels remarquables et leur biodiversité associée,.
Un  espace protégé est présent sur la commune : la zone centrale de la réserve de biosphère « Fontainebleau et Gâtinais », créée en 1998 et d'une superficie totale de 150 544 ha (46 056 ha pour la zone centrale). Cette réserve de biosphère, d'une grande biodiversité, comprend trois grands ensembles : une grande moitié ouest à dominante agricole, l’emblématique forêt de Fontainebleau au centre, et le Val de Seine à l’est. La structure de coordination est l'Association de la Réserve de biosphère de Fontainebleau et du Gâtinais, qui comprend un conseil scientifique et un Conseil Éducation, unique parmi les Réserves de biosphère françaises,.

## Urbanisme

### Typologie
Au 1er janvier 2024, Diant est catégorisée commune rurale à habitat dispersé, selon la nouvelle grille communale de densité à sept niveaux définie par l'Insee en 2022.
Elle est située hors unité urbaine. Par ailleurs la commune fait partie de l'aire d'attraction de Paris, dont elle est une commune de la couronne,. Cette aire regroupe 1 929 communes,.

### Lieux-dits et écarts
La commune compte 136 lieux-dits administratifs répertoriés consultables ici (source : le fichier Fantoir) dont Les Bons Ménages - Cornoy - Epigny - La Haie-au-Roi - Les Joncheries - Les Noues - La Tasse.

### Occupation des sols
L'occupation des sols de la commune, telle qu'elle ressort de la base de données européenne d’occupation biophysique des sols Corine Land Cover (CLC), est marquée par l'importance des territoires agricoles (75,7 % en 2018), une proportion identique à celle de 1990 (75,7 %). La répartition détaillée en 2018 est la suivante : 
terres arables (72,9 %), forêts (24,3 %), zones agricoles hétérogènes (2,8 %).
Parallèlement, L'Institut Paris Région, agence d'urbanisme de la région Île-de-France, a mis en place un inventaire numérique de l'occupation du sol de l'Île-de-France, dénommé le MOS (Mode d'occupation du sol), actualisé régulièrement depuis sa première édition en 1982. Réalisé à partir de photos aériennes, le Mos distingue les espaces naturels, agricoles et forestiers mais aussi les espaces urbains (habitat, infrastructures, équipements, activités économiques, etc.) selon une classification pouvant aller jusqu'à 81 postes, différente de celle de Corine Land Cover,,. L'Institut met également à disposition des outils permettant de visualiser par photo aérienne l'évolution de l'occupation des sols de la commune entre 1949 et 2018.

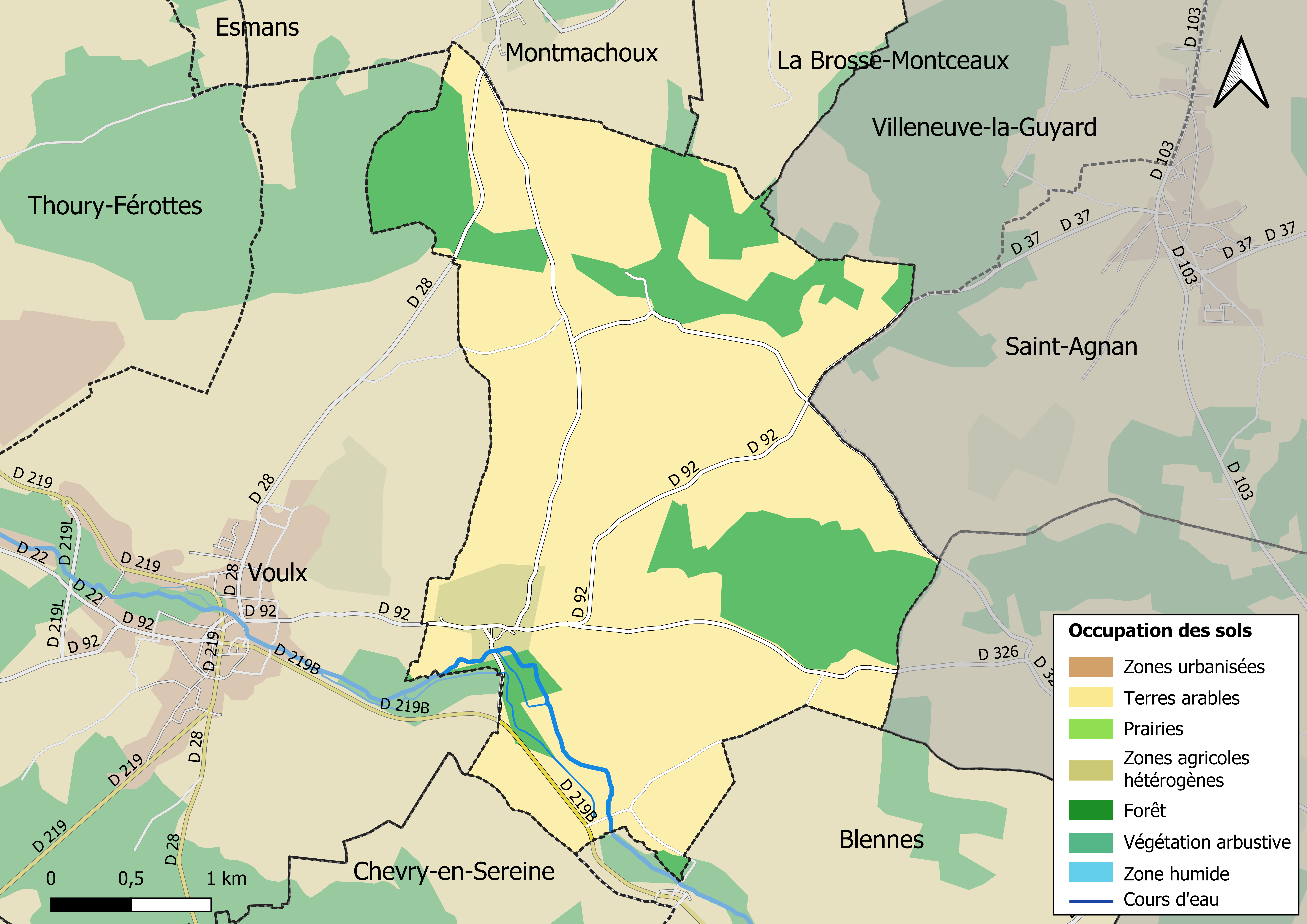
Carte des infrastructures et de l'occupation des sols en 2018 (CLC) de la commune.
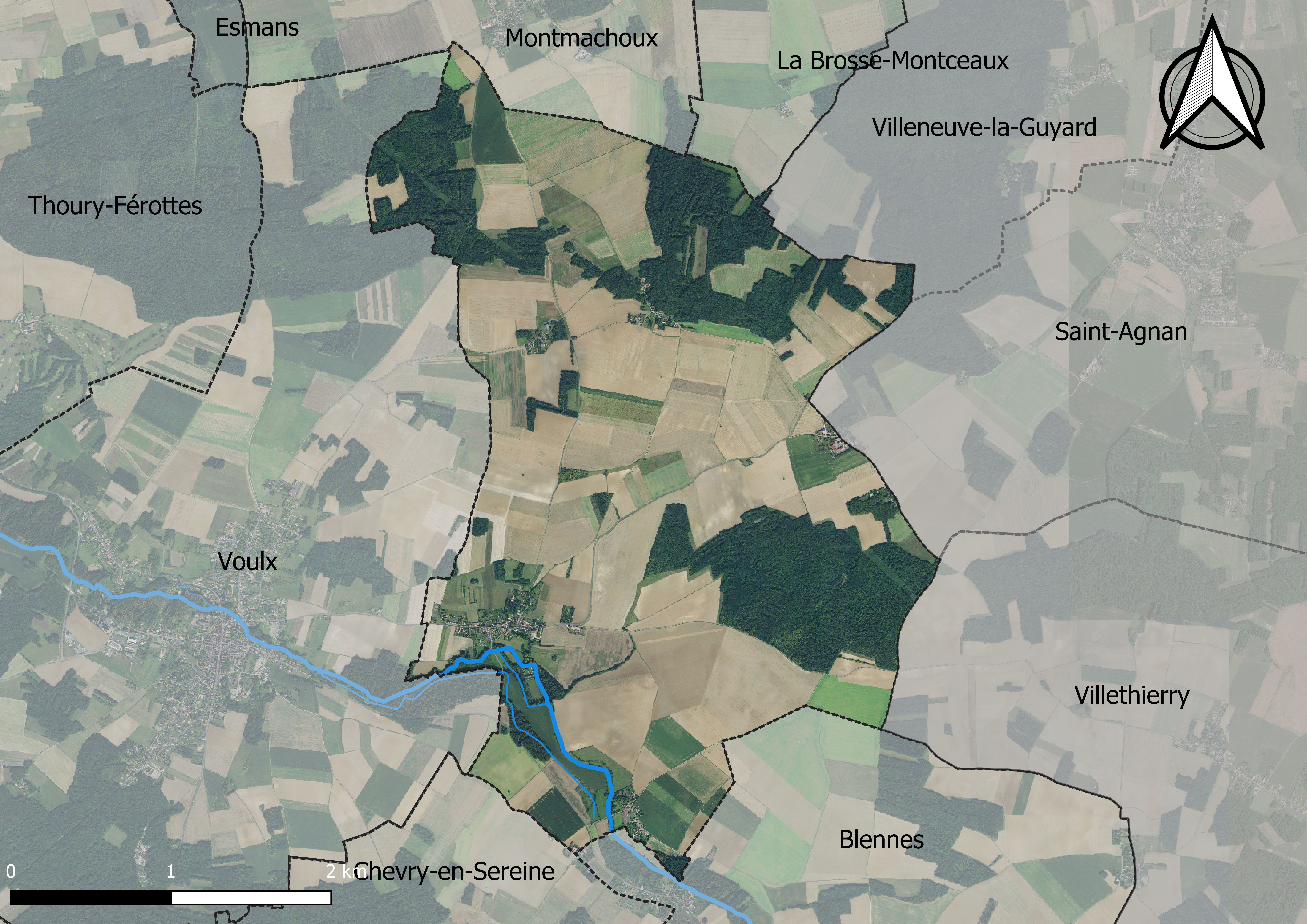
Carte orhophotogrammétrique de la commune.

### Planification
La loi SRU du 13 décembre 2000 a incité les communes à se regrouper au sein d’un établissement public, pour déterminer les partis d’aménagement de l’espace au sein d’un SCoT, un document d’orientation stratégique des politiques publiques à une grande échelle et à un horizon de 20 ans et s'imposant aux documents d'urbanisme locaux, les PLU (Plan local d'urbanisme). La commune est dans le territoire du SCOT Seine et Loing, dont le projet a été arrêté le 3 juillet 2019, porté par le syndicat mixte d’études et de programmation (SMEP) Seine et Loing rassemblant à la fois 44 communes et trois communautés de communes.
La commune disposait en 2019 d'un plan local d'urbanisme approuvé. Le zonage réglementaire et le règlement associé peuvent être consultés sur le Géoportail de l'urbanisme.

### Logement
En 2016, le nombre total de logements dans la commune était de 124 dont 99,2 % de maisons.
Parmi ces logements, 69,8 % étaient des résidences principales, 19,9 % des résidences secondaires et 10,3 % des logements vacants.
La part des ménages fiscaux propriétaires de leur résidence principale s'élevait à 92,1 % contre 3,4 % de locataires et 4,5 % logés gratuitement.

### Voies de communication et transports

#### Transports
La commune est desservie par la ligne d’autocars No 9B (Blennes – Nemours) du réseau de bus Vallée du Loing - Nemours.

## Toponymie
Le nom de la localité est mentionné sous les formes Dedenz au XIe siècle ; Parrochia de Dian en 1206 ; Diant en 1220 ; Apud Diantem vers 1250 ; Dominus de Diante en 1290 ; Diens en Gatinais en 1349 ; Prior de Dyante en 1369 ; Tyant en Gatinois en 1505 [copie du XVIIIe siècle] ; Dyans au XVIe siècle ; Dians en 1793,.

## Histoire
Au XIIe siècle le domaine de Diant appartient au domaine des vicomtes de Sens dont le château principal est à Vallery. Lors du démembrement définitif de la vicomté, Diant rejoint le lot des seigneurs de Chaumont (Yonne) issus d'Héloïse (+1253), fille de la dernière vicomtesse Ermensent, et de son époux Eudes des Barres (+1233).
La seigneurie de Diant apparaît en 1264. Guillaume des Barres, petit-fils aîné d'Héloïse, tient la seigneurie. En 1269, il vend sa part des droits de la vicomté à l'archevêque de Sens. Son fils homonyme a ensuite la seigneurie, qui va ensuite à la sœur de ce dernier, Marguerite des Barres, mariée en 1293 à Hugues de Bouville, chambellan du roi et seigneur de La Chapelle-la-Reine.
Dès 1396, la seigneurie est achetée par François Chanteprime. Ce très grand bourgeois de Sens est trésorier général des Aides, impôt consacré au financement de la guerre sous Charles V. Les Chanterpime sont écartés (en tant que Marmousets) par les oncles de Charles VI désireux de perpétuer les prélèvements fiscaux massifs devenus injustifiés (la France avait pratiquement réglé le cas de l'intrusion anglaise) pour s'en adjuger une bonne part. Dès lors, la descendance Chanteprime détient des charges à la Cour écartées du pouvoir réel.

### Circonscriptions d'Ancien Régime
Intendance :  Paris - Élection :   Montereau - Subdélégation : Montereau - Grenier à sel : Montereau - Coutume : Melun - Parlement : Paris - Bailliage : Moret-sur-Loing - Gouvernement :  Ile-de-France - Diocèse : Sens - Archidiaconé : Sens - Doyenné : Marolles.

## Politique et administration

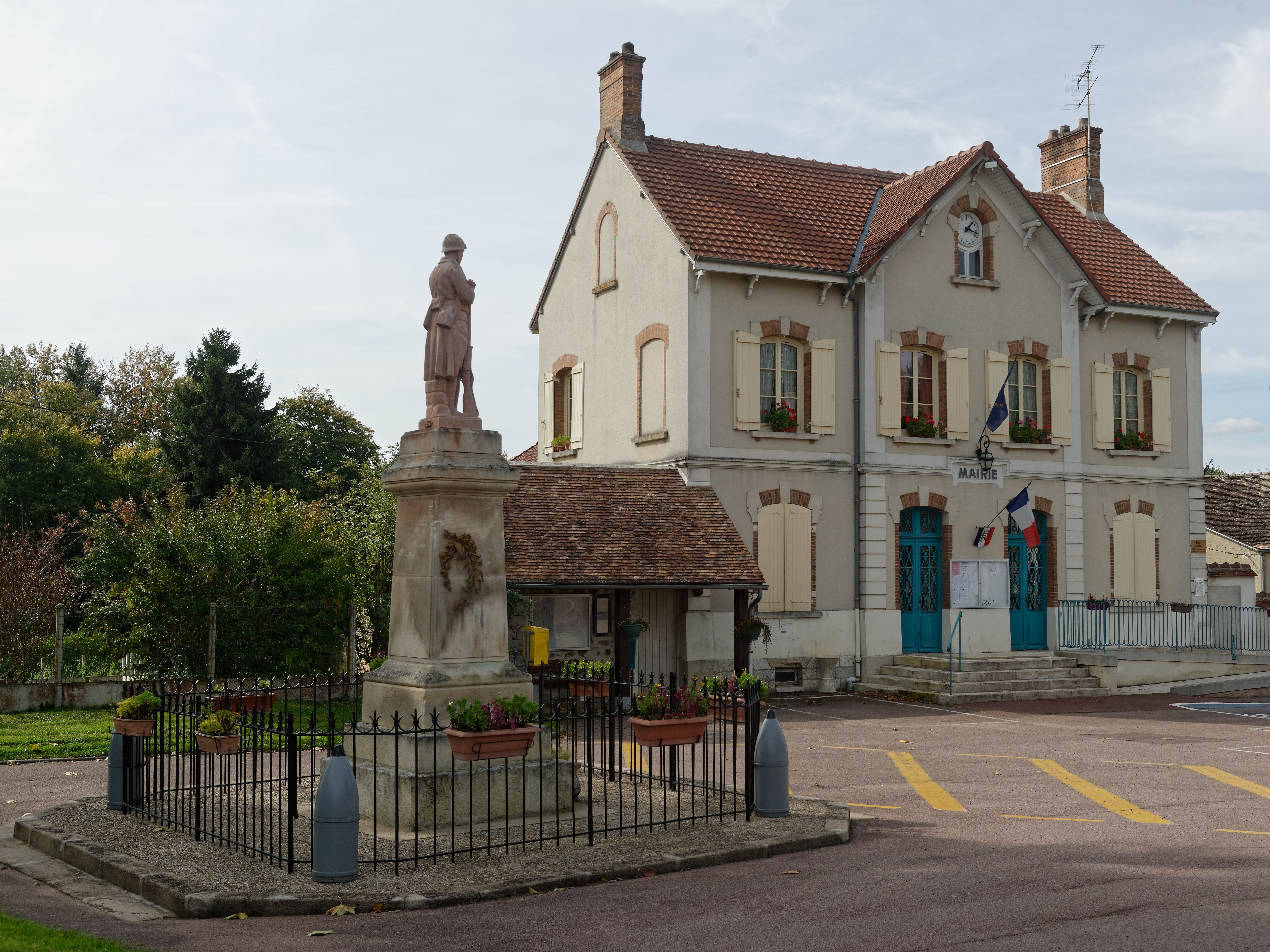
La mairie.

### Rattachements administratifs et électoraux
Lors de sa création par la Révolution française, elle était rattachée à l'arrondissement de Fontainebleau, puis en 1926 à celui de Melun, et à nouveau, en 1988, à celui de Fontainebleau. Afin de faire coïncider les limites d'arrondissement et celles des intercommunalités, elle intègre le 1er janvier 2018 l'arrondissement de Provins.
Pour l'élection des députés, elle fait partie depuis 1988 de la deuxième circonscription de Seine-et-Marne.
Elle faisait partie depuis 1801 du canton de Lorrez-le-Bocage-Préaux. Dans le cadre du redécoupage cantonal de 2014 en France, la commune intègre le canton de Nemours.

### Intercommunalité
La commune a adhéré en 2012 à la petite communauté de communes du Bocage Gâtinais.
Dans le cadre des dispositions de la loi portant nouvelle organisation territoriale de la République (Loi NOTRe) du 7 août 2015, qui prévoit que les établissements publics de coopération intercommunale (EPCI) à fiscalité propre doivent avoir un minimum de 15 000 habitants (et 5 000 habitants en zone de montagnes), cette intercommunalité éclate, et certaines de ses communes, dont Biennes, sont rattachées le 1er janvier 2017 à la communauté de communes des Deux Fleuves (CC2F), qui prend, lors de cette extension, la dénomination de communauté de communes du Pays de Montereau, dont est membre la commune.

### Liste des maires
| Période                                  | Période    | Identité                                                  | Étiquette | Qualité |
| ---------------------------------------- | ---------- | --------------------------------------------------------- | --------- | --- |
| Les données manquantes sont à compléter. |            |                                                           |           | |
| 1892                                     | 1904       | Joseph Lamy                                               |           | Cultivateur |
| 1904                                     | 1912       | Léon Dumas                                                |           | Entrepreneur de battage                                                                                                |
| 1912                                     | 1919       | Paulin Alphonse Venet                                     |           | Cultivateur |
| 1919                                     | 1925       | Abel Popelin                                              |           | Cultivateur |
| 1925                                     | 1929       | Cyrille Josse                                             |           | Cultivateur |
| 1929                                     | 1983       | Charles-Emmanuel Dijols de Mondot (28/3/1900 - 18/6/1995) |           | Châtelain du village                                                                                                   |
| 1983                                     | 1989       | Francis Dupuy                                             |           | Agriculteur |
| 1989                                     | 1995       | Christine Plaut                                           |           | Agriculteur |
| juin 1995                                | 1999       | Robert Tourte                                             |           | |
| 1999                                     | 2008       | Francis Dupuy                                             |           | Agriculteur retraité                                                                                                   |
| mars 2008                                |            | Roland Garmond                                            |           | |
| janvier 2010                             | avril 2014 | Freddy Billard                                            | SE        | |
| avril 2014,                              | En cours   | Isoline Garreau Millot                                    | LR        | Cadre bancaire Conseillère départementale de Nemours (2015 → ) 8ème Vice-présidente du conseil départemental (2015 → ) |

## Équipements et services

### Eau et assainissement
L’organisation de la distribution de l’eau potable, de la collecte et du traitement des eaux usées et pluviales relève des communes. La loi NOTRe de 2015 a accru le rôle des EPCI à fiscalité propre en leur transférant cette compétence. Ce transfert devait en principe être effectif au 1er janvier 2020, mais la loi Ferrand-Fesneau du 3 août 2018 a introduit la possibilité d’un report de ce transfert au 1er janvier 2026,.

#### Assainissement des eaux usées
En 2020, la gestion du service d'assainissement collectif de la commune de Diant est assurée par la communauté de communes Pays de Montereau (CCPM) pour la collecte, le transport et la dépollution,,.
L’assainissement non collectif (ANC) désigne les installations individuelles de traitement des eaux domestiques qui ne sont pas desservies par un réseau public de collecte des eaux usées et qui doivent en conséquence traiter elles-mêmes leurs eaux usées avant de les rejeter dans le milieu naturel. Le SIAAEP du Bocage assure pour le compte de la commune le service public d'assainissement non collectif (SPANC), qui a pour mission de vérifier la bonne exécution des travaux de réalisation et de réhabilitation, ainsi que le bon fonctionnement et l’entretien des installations,.

#### Eau potable
En 2020, l'alimentation en eau potable est assurée par le SIAAEP du Bocage qui en a délégué la gestion à une entreprise privée, dont le contrat expire le 31 décembre 2029,,.
Les nappes de Beauce et du Champigny sont classées en zone de répartition des eaux (ZRE), signifiant un déséquilibre entre les besoins en eau et la ressource disponible. Le changement climatique est susceptible d’aggraver ce déséquilibre. Ainsi afin de renforcer la garantie d’une distribution d’une eau de qualité en permanence sur le territoire du département, le troisième Plan départemental de l’eau signé, le 3 octobre 2017, contient un plan d’actions afin d’assurer avec priorisation la sécurisation de l’alimentation en eau potable des Seine-et-Marnais. A cette fin a été préparé et publié en décembre 2020 un schéma départemental d’alimentation en eau potable de secours dans lequel huit secteurs prioritaires sont définis. La commune fait partie du secteur Bocage.

## Population et société

### Démographie
Les habitants sont appelés les Darniots ou les Darnioses.
L'évolution du nombre d'habitants est connue à travers les recensements de la population effectués dans la commune depuis 1793. Pour les communes de moins de 10 000 habitants, une enquête de recensement portant sur toute la population est réalisée tous les cinq ans, les populations de référence des années intermédiaires étant quant à elles estimées par interpolation ou extrapolation. Pour la commune, le premier recensement exhaustif entrant dans le cadre du nouveau dispositif a été réalisé en 2007.

En 2022, la commune comptait 196 habitants, en évolution de +2,08 % par rapport à 2016 (Seine-et-Marne : +3,92 %, France hors Mayotte : +2,11 %).
| 1793 | 1800 | 1806 | 1821 | 1831 | 1836 | 1841 | 1846 | 1851 |
| ---- | ---- | ---- | ---- | ---- | ---- | ---- | ---- | ---- |
| 334  | 173  | 326  | 294  | 301  | 364  | 384  | 370  | 358  |

| 1856 | 1861 | 1866 | 1872 | 1876 | 1881 | 1886 | 1891 | 1896 |
| ---- | ---- | ---- | ---- | ---- | ---- | ---- | ---- | ---- |
| 353  | 370  | 352  | 363  | 359  | 355  | 351  | 352  | 351  |

| 1901 | 1906 | 1911 | 1921 | 1926 | 1931 | 1936 | 1946 | 1954 |
| ---- | ---- | ---- | ---- | ---- | ---- | ---- | ---- | ---- |
| 329  | 323  | 305  | 243  | 271  | 251  | 225  | 226  | 234  |

| 1962 | 1968 | 1975 | 1982 | 1990 | 1999 | 2006 | 2007 | 2012 |
| ---- | ---- | ---- | ---- | ---- | ---- | ---- | ---- | ---- |
| 191  | 198  | 197  | 188  | 198  | 189  | 206  | 208  | 187  |

| 2017 | 2022 | - | - | - | - | - | - | - |
| ---- | ---- | - | - | - | - | - | - | - |
| 197  | 196  | - | - | - | - | - | - | - |

### Enseignement
Les enfants de la commune sont scolarisés par un regroupement pédagogique intercommunal, qui regroupe Blennes, Chevry-en-Sereine et Diant. L'école maternelle est à Chevry-en-Sereine et l'école primaire à Blennes.

## Économie

### Revenus de la population et fiscalité
En 2018, le nombre de ménages fiscaux de la commune était de 87, représentant 196 personnes et la  médiane du revenu disponible par unité de consommation  de 24 910 euros.

### Emploi
En 2018, le nombre total d’emplois dans la zone était de 30, occupant 98 actifs  résidants (dont 15,3 % dans la commune de résidence et 84,7 % dans une commune autre que la commune de résidence).
Le taux d'activité de la population (actifs ayant un emploi) âgée de 15 à 64 ans s'élevait à 77 % contre un taux de chômage de 4,9 %. 
Les 18 % d’inactifs se répartissent de la façon suivante : 6,6 % d’étudiants et stagiaires non rémunérés, 7,4 % de retraités ou préretraités et 4,1 % pour les autres inactifs.

### Secteurs d'activité

#### Entreprises et commerces
Au 31 décembre 2019, le nombre d’unités légales et d’établissements (activités marchandes hors agriculture) par secteur d'activité était de 9 dont 3 dans la construction, 2 dans le commerce de gros et de détail, transports, hébergement et restauration, 1 dans les activités spécialisées, scientifiques et techniques et activités de services administratifs et de soutien, 1 dans l’administration publique, enseignement, santé humaine et action sociale et 2 étaient relatifs aux autres activités de services.
En 2020, 3 entreprises individuelles ont été créées sur le territoire de la commune.
Au 1er janvier 2021, la commune ne disposait pas d’hôtel et de terrain de camping.

#### Agriculture
Diant est dans la petite région agricole dénommée la « Bocage gâtinais », à l'extrême sud du département. En 2010, l'orientation technico-économique de l'agriculture sur la commune est la culture de céréales et d'oléoprotéagineux (COP).
Si la productivité agricole de la Seine-et-Marne se situe dans le peloton de tête des départements français, le département enregistre un double phénomène de disparition des terres cultivables (près de 2 000 ha par an dans les années 1980, moins dans les années 2000) et de réduction d'environ 30 % du nombre d'agriculteurs dans les années 2010. Cette tendance se retrouve au niveau de la commune où le nombre d’exploitations est passé de 11 en 1988 à 5 en 2010. Parallèlement, la taille de ces exploitations augmente, passant de 89 ha en 1988 à 187 ha en 2010.
Le tableau ci-dessous présente les principales caractéristiques des exploitations agricoles de Diant, observées sur une période de 22 ans : 
|                                      | 1988 | 2000  | 2010 |
| ------------------------------------ | ---- | ----- | ---- |
| Dimension économique,                |      |       |      |
| Nombre d’exploitations (u)           | 11   | 8     | 5    |
| Travail (UTA)                        | 15   | 13    | 10   |
| Surface agricole utilisée (ha)       | 976  | 1 011 | 935  |
| Cultures                             |      |       |      |
| Terres labourables (ha)              | 959  | 1 011 | 935  |
| Céréales (ha)                        | 678  | s     | 559  |
| dont blé tendre (ha)                 | 486  | 487   | 417  |
| dont maïs-grain et maïs-semence (ha) | 135  | s     | 33   |
| Tournesol (ha)                       | 92   | s     | s    |
| Colza et navette (ha)                | 95   | 112   | 169  |
| Élevage                              |      |       |      |
| Cheptel (UGBTA)                      | 39   | 3     | 2    |

## Culture locale et patrimoine

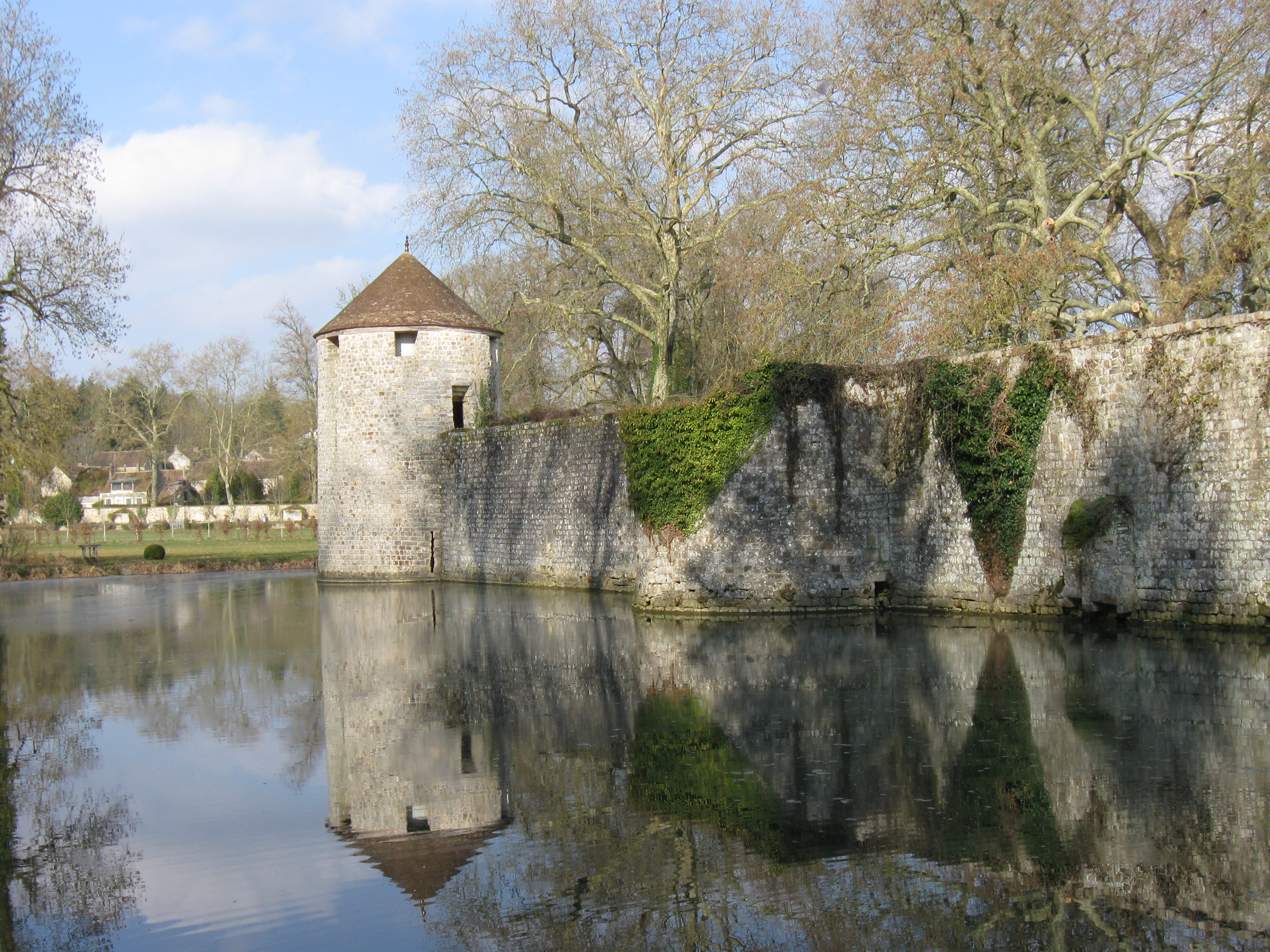
Douves du château de Diant.

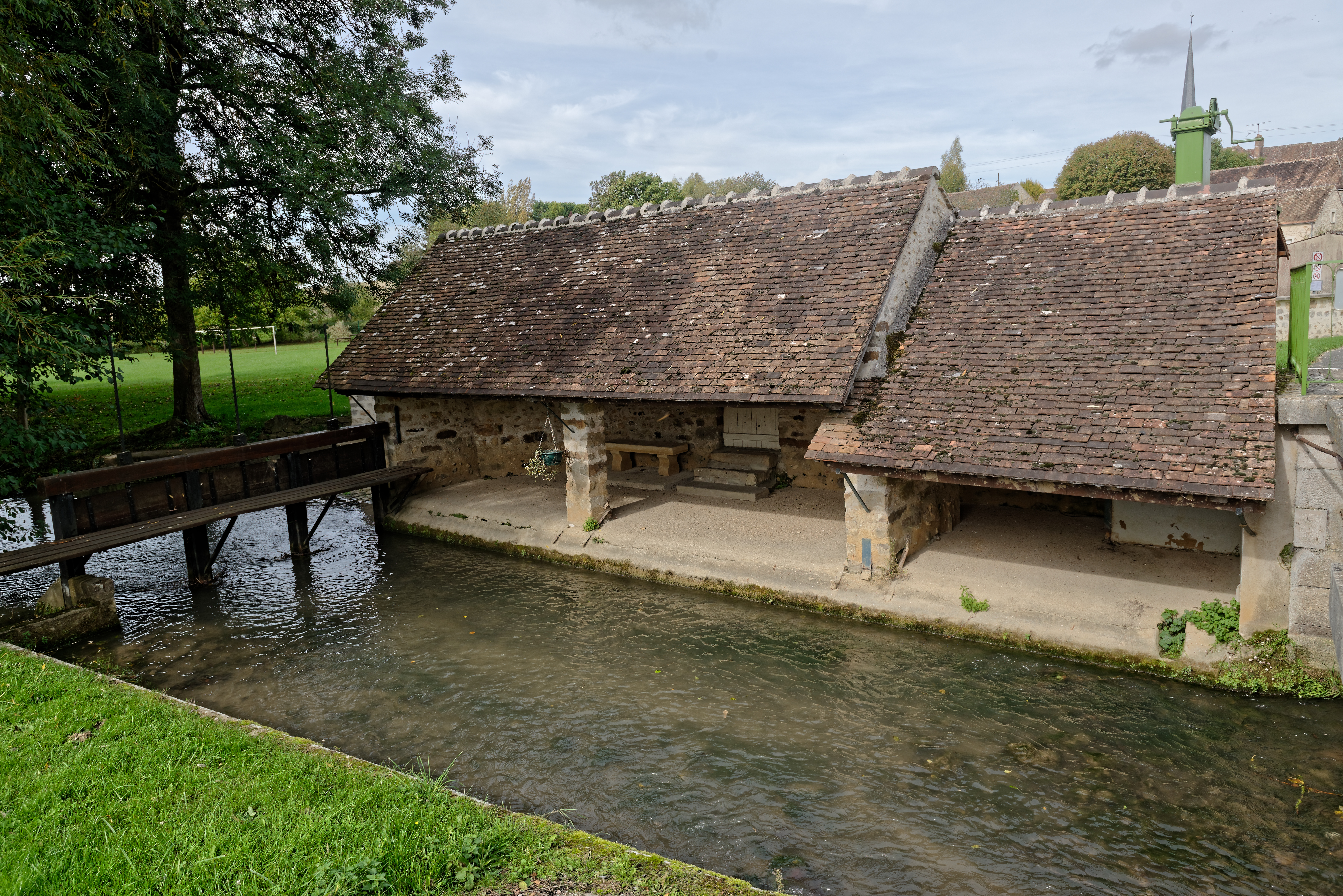
Lavoir sur l'Orvanne.

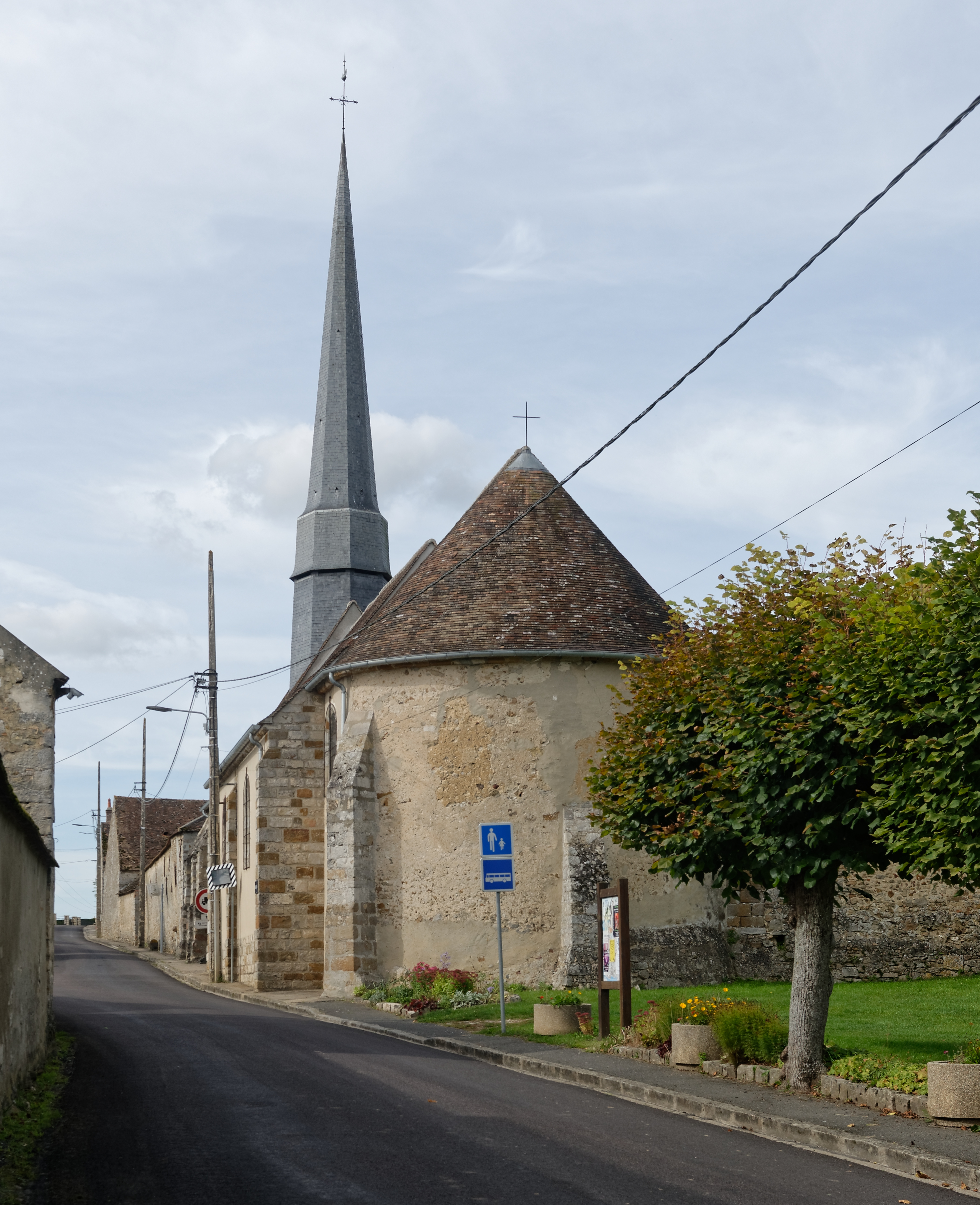
Abside et clocher de l'église Sainte-Geneviève.

### Lieux et monuments
- Le château de Diant,  Inscrit MH (1946, 1989, Tours et murs d'enceinte sur les côtés Est et Ouest ; douves ; portail d'entrée ; rond-point devant l'entrée et allée d'accès en 1946 - Ensemble du château, enceinte médiévale, douves, bâtiments qui composent le corps de logis en 1989)[68],[69].

Installé sur les bords de l'Orvanne, le château fort a pour origine un ancien manoir féodal. Louis IX et la reine Blanche de Castille y séjournèrent à plusieurs reprises. L'édifice soutient de nouveaux sièges en 1594 sous Henri IV, et en 1714 sous le règne de Louis XIV.
- Pierre aux Couteaux,  Classé MH (1889, classement par liste de 1889)[70],[71].

Proche du bourg, il s'agit d'un monolithe au sommet arrondi d'environ trois mètres de haut. La tradition locale l'a attribué, à tort, à une commémoration de la bataille de  Dormelles (599).
Parce-que des silex en pierre taillée ou pierre polie furent retrouvés à proximité, une plaisanterie locale assurait aux enfants qu'en se frappant onze fois la tête contre la Pierre au Couteau, ils en feraient sortir de nouveaux silex taillés ou polis.
Cette pierre fut prise comme cible de tir par les soldats allemands en exercice pendant la Seconde Guerre mondiale.
- Le Lavoir, du XIXe siècle : situé sur l'Orvanne, à la sortie sud de Diant, en contrebas du pont, au pied d'une vanne du barrage, il est en brique avec une couverture en tuile plate.
- L'église Sainte-Geneviève, XIIe siècle, restaurée en 1548[74],[75].
- Croix de chemin St-Charles, 1783[23]
- Le monument aux morts, situé devant la mairie. Il est surmonté de la statue du Poilu au repos, réalisée par Étienne Camus.

### Personnalités liées à la commune
- Anne Edmé Alexandre de Toulongeon (1741-1823), maréchal de camp des armées de la Royauté y est décédé.

### Héraldique
| Blason de Diant | Blason  | De sinople à l'écu parti d'argent et de gueules chargé d'une croix ancrée brochant de l'un en l'autre; au chef ondé d'azur soutenu d'argent, chargé du buste de sainte Geneviève tenant un cierge d'or mouvant de la pointe et accosté de deux fleurs de lis du même. |
| Blason de Diant | Détails | Le statut officiel du blason reste à déterminer. |